# Prometea
Prometea – pierwsza kobieca loża masońska w Polsce, której początki wywodzą się z paryskiej loży "Róża Wiatrów". 
W 1998 powstał w Warszawie tzw. Trójkąt skupiający 12 sióstr, a 4 listopada 2000 formalnie powstała pierwsza polska loża Wielkiej Kobiecej Loży Francuskiej. Prometea pracuje w Rycie Szkockim Dawnym i Uznanym. Obecnie loża ta liczy  ok. 40 kobiet.